# منزل مسكون (فلم 2013)
منزل مسكون(بالإنجليزية: A Haunted House) هو فيلم كوميدي رعب أمريكي الفيلم إنتاج 2013.من سيناريو	ريك الفاريز ومارلون وايانز. بطولة مارلون وايانز وآتكينز سيدريك.

## القصة
تدور الأحداث بعدما ينتقلا مالكولم وكيشا إلى منزل أحلامهما، ولكن سرعان ما يكتشفا حدوث أشياء غريبة، ليتأكدا بوجود أرواح تسكن المنزل، مما يجعلهم يحاولون الحفاظ على حياتهم خاصا حياتهم الجنسية التي بدأت تنهار، لجأوا لمساعدة أحد الكهنة للخروج من تلك المأساة.

## وصلات خارجية
- مقالات تستعمل روابط فنية بلا صلة مع ويكي بيانات